# Wrocław Partynice
Wrocław Partynice – stacja kolejowa we Wrocławiu, przy ulicy Ołtaszyńskiej, na osiedlu Krzyki-Partynice, na linii kolejowej nr 285 Wrocław Główny – Jedlina Zdrój. Podczas remontu linii 285 w roku 2021 przystanek przesunięto w pobliże ul. Zwycięskiej. Po 22 latach przerwy przystanek rozpoczął ponownie obsługiwać ruch pasażerski 12 czerwca 2022. 

## Ruch pasażerski
| Rok   | Wymiana pasażerska na dobę |
| ----- | -------------------------- |
| 2022. | 50-99                      |
| 2023  | 100-149                    |